# Alexander Alexandrowitsch Makarow

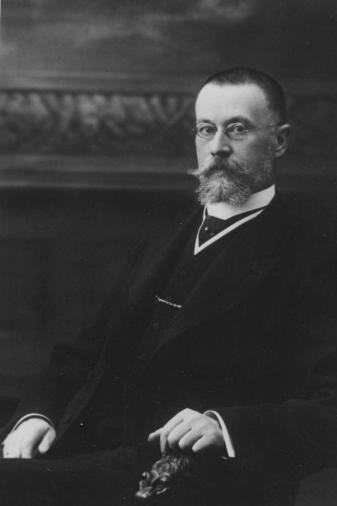
Alexander Alexandrowitsch Makarow (1916)

Alexander Alexandrowitsch Makarow (russisch Александр Александрович Макаров; * 25. Junijul. / 7. Juli 1857greg. in Moskau; † 5. August 1918 ebenda (Erschießung)) war ein russischer Politiker, der unter anderem von 1911 bis 1912 Innenminister sowie zwischen 1916 und 1917 Justizminister war.

## Leben
Alexander Alexandrowitsch Makarow stammte aus einer Kaufmannsfamilie und schloss 1878 Studium der Rechtswissenschaften an der Universität Sankt Petersburg mit einem Doktor der Rechte ab. Er arbeitete anschließend im Justizministerium und war ab dem 18. Mai 1906 unter Innenminister Pjotr Arkadjewitsch Stolypin stellvertretender Innenminister. Im Anschluss übernahm er am 1. Januar 1909 von Julius von Uexküll-Güldenband den Posten als Staatssekretär und Chef der Staatskanzlei und bekleidete diesen bis zu seiner Ablösung durch Sergej Jefimowitsch Kryschanowski am 2. November 1911.
Makarow wiederum übernahm nach dem tödlichen Attentat auf Ministerpräsident Stolypin am 18. September 1911 in der nachfolgenden Regierung von Ministerpräsident Wladimir Nikolajewitsch Kokowzow am 3. Oktober 1911 den Posten des Innenministers und bekleidete diesen bis zum 16. Dezember 1912, woraufhin Nikolai Alexejewitsch Maklakow seine Nachfolge antrat. Am 1. Januar 1912 wurde er zum Mitglied des Staatsrates ernannt, wo er sich der rechten Gruppe anschloss. Im August 1915 wurde er vom Staatsrat zum Mitglied der Sonderkonferenz zur Erörterung und Vereinheitlichung von Maßnahmen zur Brennstoffversorgung gewählt. Des Weiteren war er von Januar bis Juli 1916 und ab 4. Januar 1917 Vorsitzender der Sonderkonferenz beim Staatsrat zur vorläufigen Prüfung von Beschwerden gegen Entscheidungen der Senatsabteilungen.
Am 7. Juli 1916 übernahm Alexander Makarow von Alexei Nikolajewitsch Chwostow in der Regierung von Ministerpräsident Boris Wladimirowitsch Stürmer den Posten des Justizministers und hatte diesen Posten vom 10. November 1916 bis zu seiner Ablösung durch Nikolai Alexandrowitsch Dobrowolski am 20. Dezember 1916 auch in der Regierung von Ministerpräsident Alexander Fjodorowitsch Trepow inne. 1917 wurde er Wirklicher Geheimer Rat und wurde während der Februarrevolution 1917 verhaftet sowie ins Taurische Palais gebracht. Nachdem er vom 1. März bis 31. Juli 1917 in der Peter-und-Paul-Festung festgehalten wurde, wurde er nach der Oktoberrevolution im Butyrka-Gefängnis in Moskau festgehalten und am 5. August 1918 erschossen.
Für seine langjährigen Verdienste wurde er mehrmals ausgezeichnet und erhielt unter anderem den Orden des Weißen Adlers, den Orden des Heiligen Wladimir 2. Grades, den St.-Anna-Orden 1. Grades sowie den Sankt-Stanislaus-Orden 1. Grades.